# Antônio José Gomes de Matos
Antônio José Gomes de Matos, mais conhecido como Toni (Sobradinho, 25 de outubro de 1965) é um ex-futebolista brasileiro que atuava como atacante.

## Carreira
Começou a jogar futebol em 1973, aos oito anos de idade, na categoria “chupetinha” do Imperial, da ASFI - Associação Serrana de Futebol Infantil, de Sobradinho.
Em 23 de outubro de 1983, dois dias antes de completar 18 anos, foi lançado na equipe principal do Sobradinho Esporte Clube pelo técnico Pedro Pradera, no empate em 0 x 0 com o Gama. Jogaria somente mais uma partida válida pelo Campeonato Brasiliense desse ano.
No começo de 1984, fez parte da equipe do Sobradinho que disputou a Fase Regional do Torneio Seletivo para a Taça CBF. Logo depois, foi para o Mirassol, que disputava a Terceira Divisão do Campeonato Paulista, e lá marcou o seu primeiro gol numa equipe profissional.
Em maio de 1985, retornou ao Sobradinho e neste mesmo ano consagrou-se campeão brasiliense (primeiro título da história do clube) e marcou 17 gols em 25 jogos disputado, se tornando o artilheiro do campeonato e também eleito a Revelação.
No ano seguinte, sagrou-se bicampeão brasiliense, tendo disputado vinte jogos e marcado cinco gols. Marcou outros cinco gols no Campeonato Brasileiro de 1986.
No começo de 1987, transferiu-se para o Botafogo. Seu primeiro jogo aconteceu em 15 de fevereiro de 1987, na derrota de 2 x 0 para o Goytacaz, em Campos, pelo Campeonato Carioca. No Campeonato Brasileiro de 1987, marcou o seu primeiro e único gol com a camisa do Botafogo na competição.
Foi vendido ao Guarani por Cz$ 5 milhões, no começo de 1988.
No começo de 1989, foi contratado pelo São José. Atingiu o auge no Campeonato Paulista daquele ano. Marcou os três gols da semifinal contra o Corinthians, eliminando o clube paulista e garantindo a vaga para a disputa da grande final contra o São Paulo. A Águia do Vale foi vice-campeão e Toni dividiu com o atacante Toninho da Portuguesa de Desportos a artilharia do campeonato, com 13 gols. Após a disputa do Paulista, a equipe joseense embarcou para Espanha para uma excursão pela Europa e Toni foi negociado com o Valencia após a excursão.
Toni voltou a jogar pelo São José em 1994 mas não marcou mais nenhum gol.

## Títulos
Sobradinho
- Campeonato Brasiliense: 1985 e 1986

Individuais
- Artilheiro do Campeonato Brasiliense de 1985: 17 gols
- Artilheiro do Campeonato Paulista de 1989: 13 gols